# Bitva u Ludford Bridge
Bitva u Ludford Bridge byla nejhorší porážkou Yorků v počátečním období války růží.
Po vítězství v bitvě u Blore Heath na hranici hrabství Shropshire a Staffordshire yorské vojsko pochodovalo směrem na Worcester. Poté, co zjistili, že jsou zastiženi mnohem silnějším vojskem Lancasterů, zaujali obrannou pozici u Ludford Bridge (poblíž města Ludlow v hrabství Shropshire).
12. října 1459 sir Andrew Trollope, který velel oddílů vojáků z Calais, zradil a přešel na stranu krále, který mu přislíbil omilostnění. Spolu s ním přešli na stranu Lancasterů i jeho vojáci. Trollope vyzradil Yorským nepřátelům jejich plány a poskytl jim informace o jejich vojsku. Yorkové tak byli postaveni proti více než trojnásobné přesile.
Večer se Richard z Yorku, jeho dva synové, Richard, hrabě z Warwicku a Richard, hrabě ze Salisbury rozhodli utéci z boje, který neměl šanci na úspěch a unikli do Calais a Irska. Poté, co Yorské vojsko druhý den ráno zjistilo, že je velitelé opustili, rozprchli se a ponechali město Ludlow, spřízněné s Yorky, Lancasterům bez boje.